# Yahoo! JAPAN
Yahoo! JAPAN（ヤフー・ジャパン）は、ソフトバンク系のLINEヤフーが運営する大手ポータルサイト。

## 概要
ホームページ（https://www.yahoo.jp）は2009年時では、1日平均19億のアクセス数を誇り、日本における検索エンジンとしては過半数のシェアを獲得していたが、2010年9月以降からYahoo!独自の検索エンジンからGoogleの検索エンジンへ徐々に移行されていった。移行の完了後にはGoogleの検索シェアが98%近くとなり、日本で一番使われていることになる。2020年現在では、Googleが日本で一番使われている。
他国版のYahoo!のドメイン名が「〜.com」であるのに対して日本版は「〜co.jp」である。また、利用者の登録情報も独立していたり、様々な独自サービスの提供など、他国版のYahoo!とは相違点が非常に多い。ロゴについても、他国版のYahoo!は2009年にカラーが赤色から紫色となり、2013年・2019年にはデザインを大きく変更しているが、日本版では1996年以来のデザインのロゴを維持している。
2013年6月17日、トップページのデザイン変更が行われた。ロゴの変更が主で、「スマートデバイスやPCでの見やすさ・使いやすさの向上」が目的とされている。トップページのリニューアルの様な大幅なレイアウト変更が行われたのは、2008年1月1日以来となる。
2016年4月、翌2017年3月末までにYahoo! JAPANのサービスを常時SSL化（常時HTTPS化）することを発表した。
架空名義でYahoo! JAPAN IDを大量取得し、多額の特典ポイントを得たとされる事件が相次いで発覚したことから、2020年2月頃からYahoo! JAPAN ID利用登録の際、携帯電話番号によるSMS認証が必須となり、携帯電話を持っていないユーザーに対してのYahoo! JAPAN ID新規登録は停止された。
また、2020年2月頃から一定期間利用実績がないYahoo! JAPAN IDの利用停止措置が段階的に実施され、ログインできなくなった（この場合は再度Yahoo! JAPAN ID利用登録の取得が必要。ただし携帯電話を持っていない場合は不可）。
2022年4月6日から欧州連合（EU）加盟国とイギリス、アイスランド、ノルウェーなどにおいて、本サービスのほとんどが利用できなくなることを同年2月1日に発表した。ヤフーは対応コストの面でサービスの継続が困難になったのが理由としており、観光や仕事などでヨーロッパ諸国に滞在している日本人に影響が出ることが予想されるとしている。

## 提供媒体
パソコン向けを前提としたサービスを中心に展開していたが、2000年代後半以降はスマートフォン向けの対応を進め、Internet Explorer（IE）に特化したサービスを提供終了するなど整理を進めた。従来の携帯電話（フィーチャーフォン）向けのサービスもある。また大手メーカーのスマートテレビ向けポータルサイトやWii専用トップページなどデジタル家電向けのサービスもあったが、2012年9月に終了した。

## 事業
2009年1月現在、200以上のサービスを行っている。無料で利用できる無料サービスと、Yahoo!ウォレットで料金を支払いを行い利用する有料サービスがある。また有料、無料にかかわらず、ほとんどのサービスでYahoo! JAPAN IDの取得が必要となっている。
サービス名に冠される「Yahoo!」は、省略形の「Y!」で記載されることもある。
検索エンジンのほか、ポータルサービスが主な事業であり、以下に列挙する。

## 検索エンジン
Yahoo!の主力事業の一つであるが、今現在、検索エンジン自体は世界最大の検索エンジン会社であるグーグル社のものを使用している。元々はアメリカのYahoo!と同じくディレクトリ型検索エンジンを主とし、それにロボット型検索エンジンが付随する形態であったが、徐々にロボット型検索エンジンの利用が増えたため、2005年10月3日以降はロボット型のエンジンを主体とするように切り替えた。2017年6月29日には、創業時から運用していたディレクトリ型検索エンジンの「Yahoo!カテゴリ」を2018年3月29日付で廃止することを発表した。
ロボット型検索エンジンとしては、初期はgooの検索エンジン、2000年5月からはGoogleのエンジンを使い、その後アメリカのYahoo!が独自開発したエンジンであるYahoo Search Technology（YST）に切り替えた（Yahoo!独自の技術を利用し始めた背景には、米国においてGoogleの検索ユーザ数がYahoo!のそれを超え出したと言うことがあると言われている）。しかし、アメリカのYahoo!がYSTの開発継続を断念し、2009年に検索エンジンをマイクロソフトのBingに切り替える方針を明らかにしたことから日本法人も対応を迫られ、Yahoo! JAPANでは2010年7月にGoogleにエンジンを戻すことを発表した。BingではなくGoogleを採用した理由としては、プレスリリースの中で「グーグルは今日現在既に、確固たる日本語環境の検索エンジンと検索連動型広告配信システムを保有しており、かつ、その機能も現時点ではベストであるとの結論に至った」と説明している。2010年9月から一部のユーザーに対しGoogleの検索結果を表示しており、徐々に対象ユーザーを増やしている。全ユーザーの移行が完了すればGoogle検索の国内シェアが98%近くを占めることになり、一部の同業他社の訴えにより公正取引委員会が調査を始めたが、特に問題は見られないと判断された。
通常の検索エンジンの他に、Twitterと提携しツイートのリアルタイム検索を提供している。また、パートナー企業からのデータフィードも受けており、現在はCOOKPADや旧・NAVERまとめの情報が検索結果に表示されるようになっている。
「Yahoo!検索カスタムサーチ」は、2019年3月31日に終了した。

## 主なサービス

### Yahoo!オークション
Yahoo!の提供する日本最大のインターネットオークションサービス。日本のオークションサイトとしては圧倒的な利用者数を誇る。「Yahoo!オークション」の名称でサービス開始し、後にユーザー間での略称であった「ヤフオク!」が正式名称に採用されたが、現在は正式名称が再び「Yahoo!オークション」に戻されている。
世界最大手のeBay（イーベイ）も2001年に日本へ進出したものの、先行していたYahoo!オークションに太刀打ちできず、2002年3月限りで撤退した（2007年12月にYahoo!と提携して再参入）。

### Yahoo!ショッピング
楽天市場などと同様の出店型ショッピングポータルサイト。「ヤフオク!」「Yahoo!ショッピング」出店料など無料化、ヤフーがEC事業改革を発表。

### Yahoo!トラベル
旅行商品の販売サイト。EC事業改革の一環として宿泊成約料および日帰りバスツアーの掲載料を無料化している。

### Yahoo!ブックストア
Yahoo! JAPANが運営する電子書籍販売サイト。後述のサービス終了した「Yahoo!ブックス」とは異なる。漫画の有料・無料配信を行っていた「Yahoo!コミック」を2011年11月にリニューアルし、漫画だけでなく書籍や写真集も提供する総合電子書籍サイトとなった。

### Yahoo!ニュース
各新聞社などと提携し、さまざまなニュースを配信している。特に毎日新聞社と時事通信社からの配信によるニュースを多く扱っている（毎日新聞社とはYahoo! JAPAN発足当初から業務提携関係にある）。各新聞社系サイトの10倍に上る、月間37億6000万アクセスを誇っている。
特徴として、Yahoo! JAPAN IDを持つユーザーが、ニュースに対する意見（コメント）を書き込める匿名掲示板型のコメント欄「みんなの感想」があり、ツリー型にコメントへの返信（レス）を付けたり、各コメント（返信も含む）に対し賛否を示すクリックボタンが設置されている。なお、コメントの可否はニュースの配信会社により異なる。このコメント欄は通称「ヤフコメ」、コメントを書き込むユーザー層を指して「ヤフコメ民」と呼ばれる。
コメントの投稿数は1日あたり約14万件で、男性の30代から50代が全体の50％を占めている。Yahoo!ニュースの主要ユーザーは30代男性だが、コメント機能に限っては特に40代が突出して高い傾向がみられる。

### Yahoo!知恵袋
電子掲示板上で利用者同士が知識や知恵を教え合うナレッジコミュニティ、知識検索サービス。2006年には携帯電話などでも利用できるようになった。
2011年からは「知恵ノート」サービスも開始されたが、2017年に終了している。

### Yahoo!ファイナンス
日本の株式情報や税金や不動産に関する情報を網羅している。また、特定の企業を登録しておけば株式変動のレポートなども作成してくれる。2012年8月から日本の無料サービスでは初めて株価のリアルタイム更新を実施している（それまでは20分遅れ。東京証券取引所の方針変更によるもの）。2018年まではtextream掲示板とも直結しており、2019年1月にtextream掲示板の「株式」、「為替、FX」のカテゴリを引き継いだ掲示板を加えた。

### Yahoo!きっず
子供向けのYahoo! JAPANであり、トップページには子供向けのサイトを集めたカテゴリがリンクされている。検索では、フィルタリング機能によりアダルト系の言葉が検索できないようになっている。検索以外にもニュース、図鑑、絵本、クイズ、ゲーム、 食育、ポケモンガーデン、ペーパークラフト（ペーパークラフトは2017年12月14日に終了）など、子供を対象としたコンテンツがある。また、ソフトウェアキーボードを使用することができる。

### Yahoo!検索
検索エンジン。詳細は「#検索エンジン」節を参照。

### Yahoo!マップ
インターネット地図情報サービス。地図システムはMapboxが提供している。

### Yahoo!メール
Yahoo! JAPANが提供するフリーメールサービス。

### Yahoo!カレンダー
カレンダー・スケジュール管理サービス。スマホアプリも提供されている。

### Yahoo!防災情報
防災・防犯に関する情報提供スマホアプリ。緊急地震速報を受信できるほか、市町村単位で地域を3つまで指定して防災・防犯情報を受診するなどの機能がある。

### Yahoo!天気・災害
天気予報サービス。気象予報士による天気に関する解説コラムなども掲載される。地域を指定して居住地や勤務地などの天気を表示させることもできる。スマホアプリ「Yahoo!天気」としても提供されている。

### Yahoo!リサーチ
対象モニターがアンケートに答えると、謝礼としてTポイントがもらえるサービス。

### Yahoo!モバゲー
株式会社ディー・エヌ・エー (DeNA) の携帯電話専用ポータルサイト「mobage (旧名称モバゲータウン)」のPC版として運用するサービス。以前は、DeNA独自でPC版のサービスが運営されていたが2010年9月21日に閉鎖し、同日よりβ版として開設。10月7日に正式オープンした。

### Yahoo!自動車
1990年以降に発売された乗用車を中心に、一部の商用車のデータを提供している。登録ユーザーによるレビューも掲載されている。2013年6月6日より「carview」と統合され「carview!」となった。

### LYPプレミアム
旧称「Yahoo!プレミアム」。月額料金を支払うことで、Yahoo!オークションの出品や特定カテゴリ（不動産、自動車など）に入札できるなど、各種有料サービスを利用できたり、Yahoo!ポイント獲得率が上がるなどの特典がある有料会員プラン。
ただし、利用するにはYahoo!ウォレットへの会員登録と原則としてYahoo!側が指定する銀行口座（2020年2月現在はPayPay銀行、三菱UFJ銀行、楽天銀行の3行のみ。みずほ銀行は2020年1月5日をもって新規受付を終了したが、引き続き利用可能。）が必要であるが、ソフトバンクグループの携帯電話会社・ソフトバンクが運営するSoftbank、Y!mobileとの契約者向けにも、Yahoo!サービス利用開始手続きでのひも付けをしたうえで、LYPプレミアムを利用できるサービス（ソフトバンクまとめて支払い、ワイモバイル・Enjoyパック・Yahoo!ウォレット。過去にはスマホとくするパック、Yahoo!プレミアム for SoftBank（フィーチャーフォンヴァージョンは2015年12月で新規募集終了））があり、この場合は利用者のスマートフォン引き落とし口座から会費が引き落とされるため、上記の指定銀行・金融機関でなくてもよい。
新規会員獲得のため、定期的に会費無料キャンペーンを行っている。登録から一定期間（数カ月程度、キャンペーンにより異なる）の会費が無料となる。無料期間を過ぎると自動的に有料会員へ移行され、会費の請求が発生するため注意が必要である。

### Yahoo!ボックス
オンラインストレージ。この分野では後発で2011年10月に正式サービスを開始した。それに伴って簡易ストレージサービス「Yahoo!ブリーフケース」「Yahoo!フォト」は終了した。通常は5GBまで無料、Yahoo!プレミアム会員は50GBまで無料。将来は容量を拡大する有料サービスも導入予定。当初はWindows・Mac・スマートフォン用アップロードアプリを提供していたが、パソコン版 (Windows, Mac) のアプリからの利用は2016年3月31日をもって終了している。

### Yahoo!toto
Yahoo! JAPANが運営するスポーツ振興くじ（totoやtoto BIGなどのサッカーくじ）の販売サイト。Yahoo!ウォレットの支払方法として、Yahoo!totoで使用できる支払方法を登録済みのユーザーであれば、Yahoo!totoの利用登録が可能。PayPay銀行の普通預金口座からの支払いか、クレジットカード決済（Yahoo!カード、VISA、マスターカード、JCB、ダイナース）を利用でき、Tポイントも利用できる。PayPay銀行口座からの購入では、1種類のくじにつき1回の購入手続きでは5万円までの上限があるが、何度でも購入が可能である。クレジットカード決済の場合は、1か月の購入合計金額の上限が5万円と定められている。また、toto公式サイトより結果発表が数日遅れることもある。

### Yahoo!ブラウザ
自動最適化機能や音声読み上げ機能、QRコード読み取り機能などを備えた多機能ブラウザアプリ。Android版のみ存在する。

### Yahoo!きせかえ
Yahoo!ブラウザの着せ替えを行うことができる機能。2019年3月から（現在は終了）、King & PrinceがCMに出演していた。

### バスケットLIVE
日本国内のバスケットボールの試合のライブ配信を中心としたサービス。2018年に「スポナビライブ」に代わってサービス開始した。

### Yahoo!しごとカタログ
Yahoo! JAPANが運営する企業情報サービス。企業検索や社員クチコミ情報を提供している。
同サイトの開設以前は「Yahoo!しごと検索」として求人検索サービスも提供していたが、2020年12月1日に株式会社スタンバイが運営する求人検索エンジン「スタンバイ」とサービス統合した。

### Yahoo!副業
Yahoo! JAPANが運営する副業マッチングサービス。副業案件情報を提供している。副業への応募は、各企業の応募ページへ遷移して応募する仕様となっているため、Yahoo!JAPAN IDがなくても利用できる。

### Yahoo!映画
映画情報を提供する。2023年7月31日にサービスとしては終了予定で、その後はYahoo!検索と機能を統合する。

## 終了したサービス

### Yahoo!カテゴリ
Yahoo! JAPANが創業時の1996年4月1日から提供していたディレクトリ型（カテゴリー検索型）の検索エンジンであり、2018年3月29日にサービス終了となった。廃止の理由は、ディレクトリ型の検索が役割を終えたためと発表されている。なおアメリカのYahoo!が提供していた同様のディレクトリ検索サービス"Yahoo! Directory"も、既に2014年にサービスを終了している。

### My Yahoo!
Yahoo!の各種サービスをポータル（玄関）的に使えるサービス。My Yahoo!のページでは、ニュースやメール、天気予報、新着サイト、RSS等の一覧を好みに配置でき、背景の変更等も可能になっていた。2016年9月29日をもって終了した。

### Yahoo!インターネット検定
Yahoo! JAPANが提供する、オンラインで受験できる資格試験。2012年9月30日をもって終了した。

### Yahoo!ミュージック
Yahoo!の提供していた音楽情報サービス。2000年に開始して、2012年8月27日をもって終了した。楽曲ダウンロード販売のYahoo!ミュージックダウンロード、ストリーミングインターネットラジオのサウンドステーション、Web音楽マガジンであるYahoo!ミュージックマガジンなどを提供する。アーティスト情報の検索や歌詞の閲覧なども可能。
歌詞の閲覧についてはGYAO!のサービスとして引き続き利用できる。
2012年8月27日をもってサービスを終了した。スマートフォンなどへのニーズに対応できていないためで、今後新しいサービスの提供を検討中という。

### Yahoo!動画
PC版は、サービスとしては、2009年9月に上記のGYAO!に移行された。プロ野球のパ・リーグの中継を行なっていたが、GYAO!への移行に伴い独立してパ・リーグTVとなった。
iPhoneアプリ名としては2010年まで残っており、2009年現在は「Yahoo!動画」は携帯電話専用のサービスとなっていたが、携帯電話のメニュー名としても2013年7月に終了。9月からTVバンクの新サービス「SHUUN」が始まった。

### Yahoo!くくる
Yahoo! JAPAN IDを持つユーザーが自由に投稿できていたまとめサイト。「NAVERまとめ」「Togetter」などの競合サービスが既に普及していた2011年9月28日に公開された。しかし1年足らずの2012年7月2日に終了し、全ての投稿が閲覧できなくなった。

### Yahoo!Days
Yahoo! JAPANが運営していたソーシャル・ネットワーキング・サービス（SNS）のベータ版。2008年2月13日から招待制を廃止し、Yahoo! JAPAN ID所持者であれば参加可能となり、Yahoo!プロフィールと共有ができ、公開設定ができるようになった。2012年現在、このサービスは閉鎖されている。

### Yahoo!ブックス
Yahoo! JAPANが運営していた書籍の通信販売。2011年6月20日をもってサービスを終了した。

### Yahoo!リクナビ
Yahoo! JAPANとリクルートがかつて共同で運用していた求人情報サービス。元々は「Yahoo!求人情報」として情報掲載型のサービスを行っていたが、2004年4月よりリクルートと求人領域のサービスにおいて包括提携を行い、情報提供元をリクルートに一本化した。
新卒者採用に関しては2009年10月に新たに「Yahoo!就職活動」をオープンし、リクナビ以外にエン・ジャパンの情報も扱うなどリクルート以外の情報チャネルを一部ながら復活させていたが、2012年12月に提携解消したことに伴いサービスを終了した。リクルート側のサービスは従前の「リクナビ」ブランドに戻された。
なお、両社の合弁企業だったインディバルは提携解消に伴いヤフーの100%子会社となったため、同社管轄だったショットワークス・シフトワークスは引き続きYahoo! JAPAN内で提供された（現在は提供終了）。

### Yahoo!ゲーム
Yahoo! JAPANが運営するゲームサービス。無料ゲーム、ダウンロードゲーム、ゲーム情報がある。無料ゲーム（ブラウザゲーム）サービスについては2010年10月5日まで配信し、以降はYahoo!モバゲーに引き継がれた。

### Yahoo!ビデオキャスト
デジタルビデオカメラなどで撮影した動画を公開したり、公開されている動画へのコメント等ができたサービス。著作権料をJASRACに支払うことで合意したと報道された（2007年7月24日）。2009年4月5日をもってサービス提供を終了している。

### Yahoo!レシピ
かつて提供されていたレシピ共有サービス。元々Yahoo!グルメ内にあったが独立した。クックパッドとの提携により、2012年9月27日をもって閉鎖された。

### Yahoo!バザール
個人売買を仲介するECサイト。ヤフオクとYahoo!ショッピングの中間のような位置付け。2012年10月1日開始。想定より出品数が伸び悩んだため、開始約8ヶ月後の2013年5月27日でサービス終了。

### Yahoo!メッセンジャー
Yahoo! JAPAN IDだけで相手とチャットできるインスタントメッセンジャー。クライアントソフトをパソコンにインストールするか、ウェブブラウザで利用できるウェブ版（一部機能制限あり）を利用する。2014年3月にサービス終了。
スマホアプリは存在せず、スマートフォン向けにはヤフーが運営法人に出資していた関係から、Yahoo!メッセンジャーではなくカカオトークが標準のメッセンジャーアプリとして採用されていた。

### Yahoo!チャイナモール
中国の大手通販サイト・淘宝網（タオバオ）と提携し、タオバオの出品物を日本語で検索・購入できたサービス。2010年6月サービス開始、2012年5月17日サービス終了。
商品の説明文が、タオバオの中国語原文を機械翻訳機能で日本語に直訳した分かりにくいものであったり、現地の出品者側でも一度タオバオのセンターに発送しなければならなかったりと、出品者・購入者の双方にとって使いやすいサービスとは言えなかった。こうしたことから日本での利用は伸び悩み、サービス終了に至った。

### Yahoo!学習
Yahoo! JAPANが運営していた学習支援サービス。学校検索やオンラインで学習できる Yahoo!インターネットドリルなどが提供されていた。2013年9月30日にサービスを終了した。

### Yahoo!グループ
メーリングリストサービスや、電子掲示板、共有カレンダー、オンラインストレージなどのサービスを提供していた。2014年5月28日をもってサービス終了。

### Yahoo!百科事典
小学館の日本大百科全書（ニッポニカ）を無料でオンライン検索できるサービス。項目によっては静止画や動画、音声も視聴可能だった。2013年12月3日をもってサービスを終了した。

### Yahoo!チャット
Yahoo!が提供していたチャットシステム。2007年4月3日よりYahoo!メッセンジャーと統合。ヤフーは「利用者減が著しく維持困難」として2014年3月26日午後3時をもってサービスを終了した。

### Yahoo!ブックマーク
無料のオンラインブックマークサービス。単なるオンラインブックマークである「Myブックマーク」とソーシャルブックマークである「人気ブックマーク」に分かれていた。2001年8月7日から開始され、2013年4月17日には、2013年7月17日に全サービスを終了すると発表されたが、2013年5月29日、利用者からサービス継続を求める多数の要望を受けたとしてYahoo! JAPANはこれを撤回し、ソーシャルブックマークなど一部機能の削除のみに変更してサービスを継続していたが、2016年2月末にサービスを終了した。

### Yahoo!翻訳
日本語を英語、中国語、韓国語に翻訳できた。また、反対に英語、中国語、韓国語も日本語に翻訳できた。他にも「Web翻訳」というのもあり、英語等のウェブページを日本語に翻訳して表示するという機能もあった。

「選択肢増え、役目終えた」としてヤフーは2017年6月29日をもってサービスを終了した。

### Yahoo!ジオシティーズ
利用者が独自のウェブサイトを開設できる小規模なホスティングサービス。無料版ではYahoo!の広告が記載されていた。このサービスの利用にはYahoo! JAPAN IDを取得する必要があった。2019年3月31日付でサービスを終了した。

### Yahoo!辞書
Yahoo!辞書は全7辞書（大辞泉、大辞林、必携 類語実用辞典、プログレッシブ (辞典)英和中辞典、新グローバル英和辞典、プログレッシブ和英中辞典、ニューセンチュリー和英辞典）、85万4000項目から検索できる。他にもコンピュータ用語辞典等があった。2019年5月31日をもってサービスを終了した。

### X BRAND
『雑誌ブランドの集約サイト』。日本国内の様々な雑誌から提供された記事を再編集のうえで掲載。2011年には掲載商品を販売する『XBRAND STORE』を博報堂DYメディアパートナーズと共同で運営開始。
2016年9月末に「X BRAND」はサービスを終了したし、「XBRAND STORE」も2016年11月25日をもって閉鎖された。

### ワイキュー
2018年9月26日から2019年9月30日まで放送され、スマートフォン向けのYahoo! JAPAN内の専用ページにて参加できた、視聴者参加型のクイズ番組。全10問に完答できればTポイントかPayPayで賞金を獲得できた。

### スポナビライブ
スマートフォン/タブレット向けスポーツ動画および情報コンテンツを配信していたサイト。有料でライブ配信とアーカイブ映像(過去1週間分)とハイライト映像を配信していた。ソフトバンク株式会社と共同運用していた。2018年5月31日に終了。

### textream
2012年12月、それまでのYahoo!掲示板に代わってサービスを開始した掲示板。2ちゃんねるとは異なり、Yahoo! JAPAN ID所持者のみ書き込めるため匿名性は低い。2018年12月末をもって終了。

### Yahoo!ブログ
Yahoo! JAPANが運営していたブログサービス。2008年7月時点ではベータ版として提供されていた。記事に写真や動画を掲載でき、Yahoo! JAPAN ID所持者は最大10GBを無料で使用できた。2019年12月15日をもってサービス終了。

### Yahoo!アバター
2003年4月サービス開始、2012年10月31日サービス終了。2Dドット絵のアバターを作成し、Yahoo!ブログのプロフィール画像として使用することもできた。後に「花咲けアバター」に一部引き継がれるが、こちらも2015年3月31日サービス終了した。

### Yahoo!デコレーション
デコメや待受画像、絵文字など携帯電話で使用する画像をユーザーが自由に投稿・ダウンロードできたコミュニティサイト。2008年10月21日サービス開始、2013年12月16日サービス終了。

### GYAO!
株式会社GYAOにYahoo! JAPANが協力して運営するインターネットテレビ/ストリーミング動画サービス。有料サービスは「GYAO!ストア」としてレンタル視聴のサービスを行っていた。2023年3月31日に終了。

### Yahoo!ロコ
2011年6月、「Yahoo!地図」「Yahoo!グルメ」「Yahoo!路線情報」などを統合し、地図情報や地域情報などをまとめたにしたサービスで、Yahoo!では「日本最大級のジオサービス」と称していた。2024年3月27日に終了。

## 終了または別サービスと統合した可能性があるサービス
サイトにアクセスすることはできなくなっているが、公式な終了・統合発表を確認できていないサービスもある。

### Yahoo!バラエティ
よしもと劇場とよしもとオンラインとmyzoの吉本興業コンテンツをまとめて、2009年3月31日に開始された動画サービス。基本は吉本興業コンテンツの統合のため、よしもと芸人以外が出演するのはかなりまれなことであった。
なおGYAO!でよしもと劇場の動画が配信されることがあるが、それはUSEN運営のGyaO（2006年10月4日 - 2009年9月7日）とコンテンツ製作・配信における業務提携を吉本興業グループが結んでいたためである。
「よしもとオンライン」や「myzo」は2011年にはサービスを終了しており、アーカイブやダイジェスト動画がGYAO!上で公開されている。また、他のよしもと動画や生放送「よしログ」もGYAO!で配信されていることから、GYAO!と統合した可能性がある。2017年7月時点でYahoo!バラエティのサイトは接続できなくなっている。

## 決済・ポイントサービス等

### Tポイント（旧Yahoo!ポイント）
Yahoo! JAPANの特定のサービスを利用するとポイントがもらえ、Yahoo!ショッピングなどの買い物やYahoo!かんたん決済の振込み（クレジットカード決済でポイント利用を選択した場合のみ）で1ポイント=1円で使えるポイントサービス。また、100ポイント=85円で現金化にすることも出来る。
Tポイントを登録すると、CCC社へ個人情報の提供が行われる。
Yahoo!ネット募金ではTポイントを使ってさまざまな分野に寄付ができる。
Yahoo!ポイントは2010年からTポイントと提携し、相互交換はできないがYahoo!ポイントとTポイントのどちらを貯める/使うか選択できるようになった。さらに2012年10月にヤフーとカルチュア・コンビニエンス・クラブの間で合弁会社を設立し、2013年7月1日にYahoo!ポイントをTポイントに統合・T-IDをYahoo! JAPAN IDに統合された。
Tポイントでも、ヤフーのキャンペーンなどでもらえるYahoo! JAPANをはじめとするヤフーのサービスしか使えない期間固定のTポイントが存在したが、2019年8月からPayPayボーナスライトに順次切り替えを実施した。

### Yahoo!かんたん決済
Yahoo!オークションでの落札料金を出品者に支払うサービス。所定の決済手数料がかかったが、2016年に無料化された。クレジットカード決済と銀行ネット決済（→オンラインバンキング）の2つがあり、クレジットカード決済を選択した場合のみYahoo!ポイントを利用して振り込むこともできる。

### Yahoo!ウォレット
決済代行サービス。登録したクレジットカード番号や銀行預金口座を対象サイト・店舗に知られることなく決済ができる。利用料無料。Yahoo!内のサービスだけでなく多数の外部サイトに利用されている。Yahoo!オークションの代金受け取りにも利用できる。

### Yahoo!カード
Yahoo! JAPANが発行するクレジットカード。提携はVISA、MasterCard、JCB。カードには旧ロゴデザインが描かれている。ヤフー自身が発行者となるため、貸金業登録を受けている（関東財務局長(4)第01379号）。
2015年4月からはワイジェイカード（旧:ケーシー）と提携し、同社を発行先とする新「Yahoo! JAPANカード」の発行を開始した。同カードにはTポイント機能もついている。国際ブランドは以前と同じくVISA・MasterCard・JCB。
PayPayカードへの切り替えにより、2021年11月末を以て新規申込受付を終了、2022年3月末を以てTポイントサービスを終了した。

### Yahoo!マネー
買い物に利用できる電子マネー。PayPayに統合され、Yahoo!マネーはサービス終了した。

### PayPay
ソフトバンク株式会社とヤフー株式会社の合弁により設立されたPayPay株式会社より提供される電子決済サービス。主要なYahoo! JAPANのサービスの支払いでPayPay残高を選択できる。その他サービスも対応を随時準備している。また、Yahoo! JAPANの検索アプリからも利用できる。 

## Yahoo! JAPANが創設した賞

### Yahoo! JAPAN文学賞
ヤフー、パブリッシングリンク、小学館の3社により、2005年に創設された文学賞。2005年の第1回から2008年の第4回まで開催された。
Yahoo! JAPANのサイト内にて作品を公募し、応募作品の中からオンライン人気投票により「Yahoo! JAPAN賞」を選出する。他に選考委員が独自に選考する「選考委員特別賞」が設けられている。受賞作は小学館の小説雑誌『きらら』誌上に掲載された。8人の受賞者が誕生しているが全員が女性である。
第1回Yahoo! JAPAN文学賞
- 応募総数：4,517作品
- 投票総数：8,302票
  - Yahoo! JAPAN賞：『アシタ』藤堂絆（得票数：2,124票）
  - 選考委員（石田衣良）特別賞：『キヨコの成分』そらときょう

Yahoo! JAPAN賞を受賞した藤堂絆の『アシタ』は、2008年3月10日にピュアフル文庫から出版された。
第2回Yahoo! JAPAN文学賞
- 応募総数：1,416作品
- 投票総数：4,276票
  - Yahoo! JAPAN賞：『FUNFUNFUNを聴きながら』やまもとはるみ（得票数：1,476票）
  - 選考委員（阿部和重）特別賞：『エボリューション』白井愛子

第3回Yahoo! JAPAN文学賞
- 応募総数：1,675作品
- 投票総数：1,512票
  - Yahoo! JAPAN賞：『雪の花』秋吉理香子
  - 選考委員（あさのあつこ）特別賞：『街角に思い出のたたずむ』おおはしひろこ

Yahoo! JAPAN賞を受賞した秋吉の『雪の花』は2009年9月4日に小学館文庫から出版された。また同作を原作に渡辺裕之、原日出子夫妻を主演に迎えて映画化された『雪の花』がテレビ朝日にて同年12月13日に放映された。
第4回Yahoo! JAPAN文学賞
- 応募総数：2,021作品
- 投票総数：887票
  - Yahoo! JAPAN賞：『雪の精と殺し屋』田尾れみ（得票数：341票）
  - 選考委員（鈴木光司）特別賞：『帰る場所』渋谷史恵

### Yahoo!検索大賞
Yahoo! JAPANが2014年に創設した賞。「Yahoo!検索」にて、前年から検索数が最も上昇した人物・作品・製品などを表彰する。

## 提供・協力番組
ここでは、番組の提供のほかに、ランキングやニュースなどを現在提供している番組あるいは過去に提供していた番組も記載する。特段記載がないものは提供番組。
過去
- 井の中のカワズ君/くるくるドカン〜新しい波を探して〜/カワズ君の検索生活（フジテレビ） - 検索・ランキング協力。
- 地球同時多発情報SHOW 革命×テレビ（TBS） - ソフトバンクグループの一社提供であるが、Yahoo! JAPANも番組提供をしていた。
- フルーツアプリ女学園（北海道文化放送）
- にちよるなま NOWOOO!（北海道文化放送）
- 北海道からはじ○TV（北海道文化放送）
- グッド!モーニング（テレビ朝日） - 番組内のコーナー「ニュースまとめ24h」においてYahoo!ニュースのトピックスを提供。
- the SOCIAL（日テレNEWS24） - ランキング協力、Yahoo!ニュースにおいてライブ配信も実施。
- Fine!!（TBSラジオ） - 番組内のコーナー「ニュースNOW」においてYahoo!ニュースのトピックスを提供。

## その他
Yahoo! JAPANのポータルサイトとは別個に独立して展開されるウェブサイトもある。また最近は、スマートフォンアプリのみで展開されるサービスも登場している。

### スポーツナビ
スポーツサイト。各種スポーツの速報などの他、スポーツライターによるコラムも数多く配信している。2013年10月1日「Yahoo!スポーツ」とワイズ・スポーツの旧「スポーツナビ」を統合。

### 公式キャラクター
犬型ロボットの「けんさく」、猿型ロボットの「えんじん」、その他のキャラクターたちが描かれている